# Edouard De Bièfve
Edouard De Bièfve (Brussel, 4 december 1808 - aldaar, 7 februari 1882) was een Belgisch kunstschilder. Hij behoorde tot de stroming van de romantiek en maakte vooral naam als historieschilder.

## Leven en werk
De Bièfve stamde uit een adellijke Brusselse familie. Hij studeerde aan de Koninklijke Academie voor Schone Kunsten van Brussel en later bij Joseph Paelinck. In 1831 ging hij naar Parijs, waar hij zich aansloot bij de romantische beweging. Hij werkte een tijd lang in het atelier van Paul Delaroche en schilderde vooral historische werken.
In 1838 krijgt De Bièfve van de Belgische regering opdracht een schilderij te maken dat moest appelleren aan het nationale gevoel. Het wordt uiteindelijk zijn verreweg bekendste werk: Het eedverbond der edelen in 1566. Op groot formaat (482 x 680 cm) toont hij de protestantse zowel als de katholieke Nederlandse edellieden die op 6 april 1566 in het Brusselse Huis van Kuilemburg bij elkaar komen om een eedverbond aan te gaan tegen de politiek van de Spaanse koning Filips II. Hij werkt ruim twee jaar aan het schilderij, bereidt het minutieus voor aan de hand van talloze schetsen en exposeert het in 1841, samen met Louis Gallaits De Troonsafstand van Keizer Karel met groot succes op de Gentse salon. Later reist hij met het schilderij langs Duitse tentoonstellingen, waar het eveneens veel bewondering oogst. Hij krijgt opdrachten van de koning van Pruisen. In 1849 maakt hij een kopie van "Het eedverbond" voor de Berlijnse kunstverzamelaar Wagener.
De Bièfve werkte ook als portrettist en maakte daarnaast een aantal oriëntalistische schilderijen. Vanaf 1841 leefde hij in Brussel, waar hij in 1882 overleed, 73 jaar oud. Hij is begraven in Laken.

## Galerij

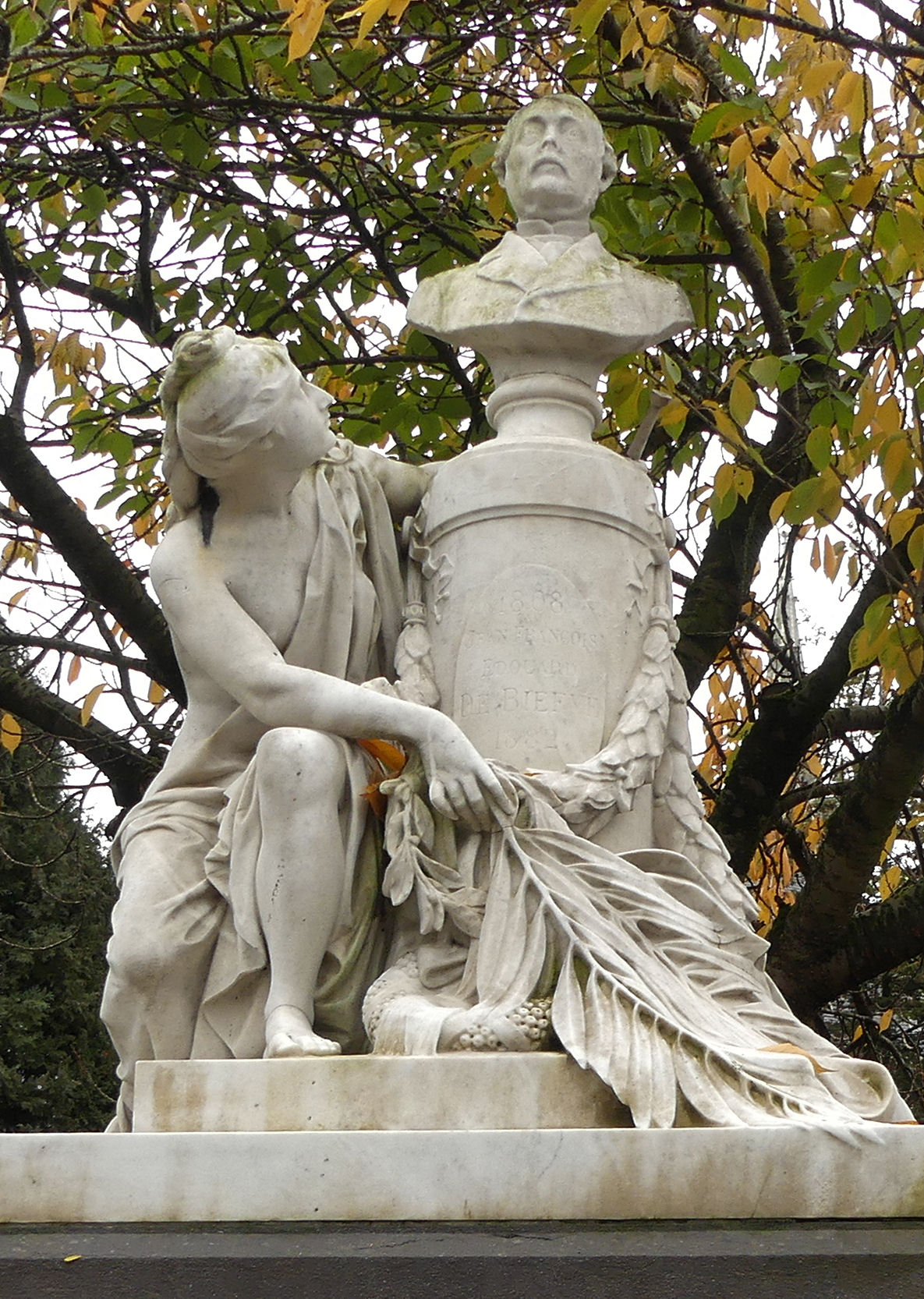
Praalgraf in wit marmer, kerkhof te LAken.
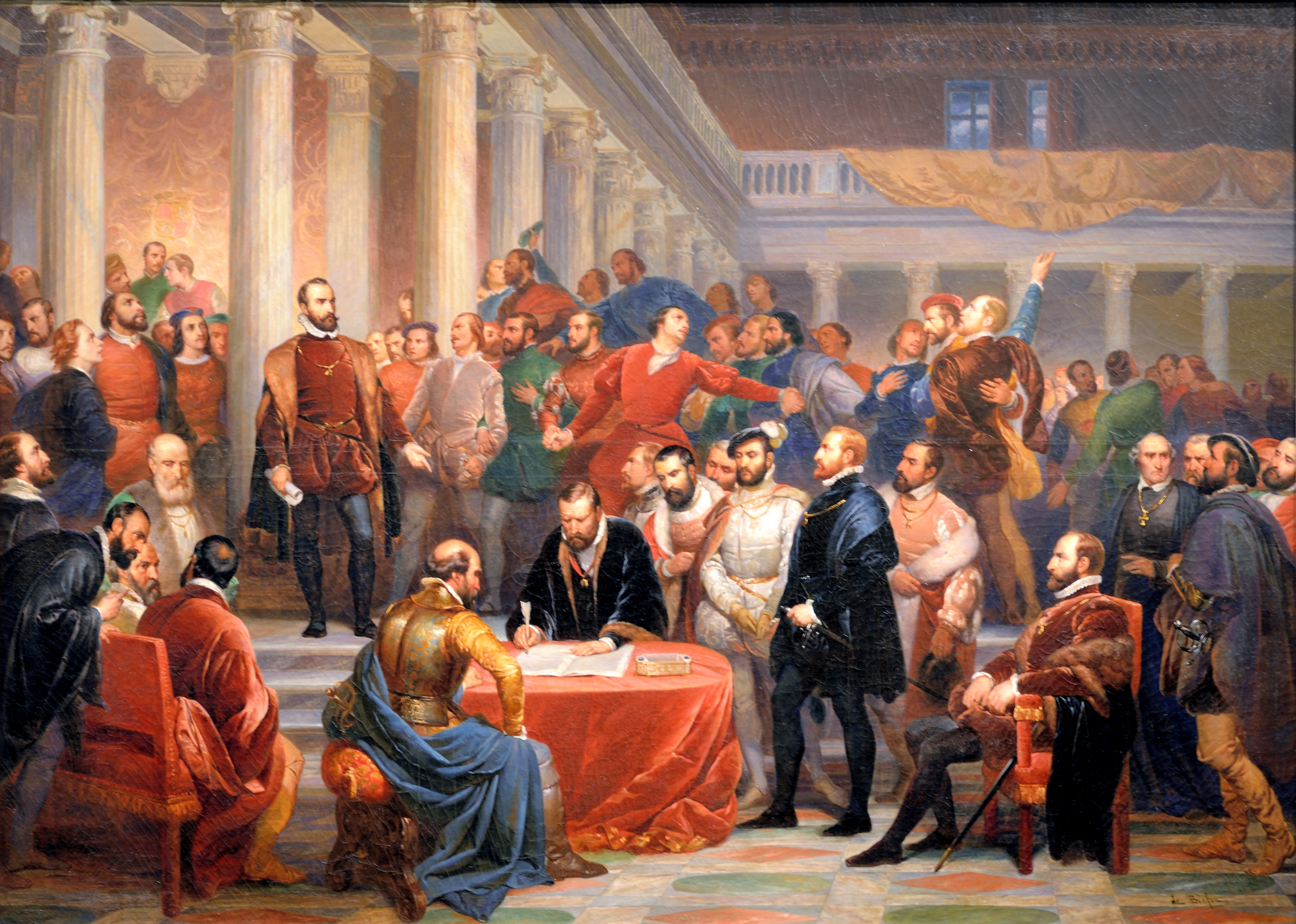
Het eedverbond der edelen in 1566, kopie 1849
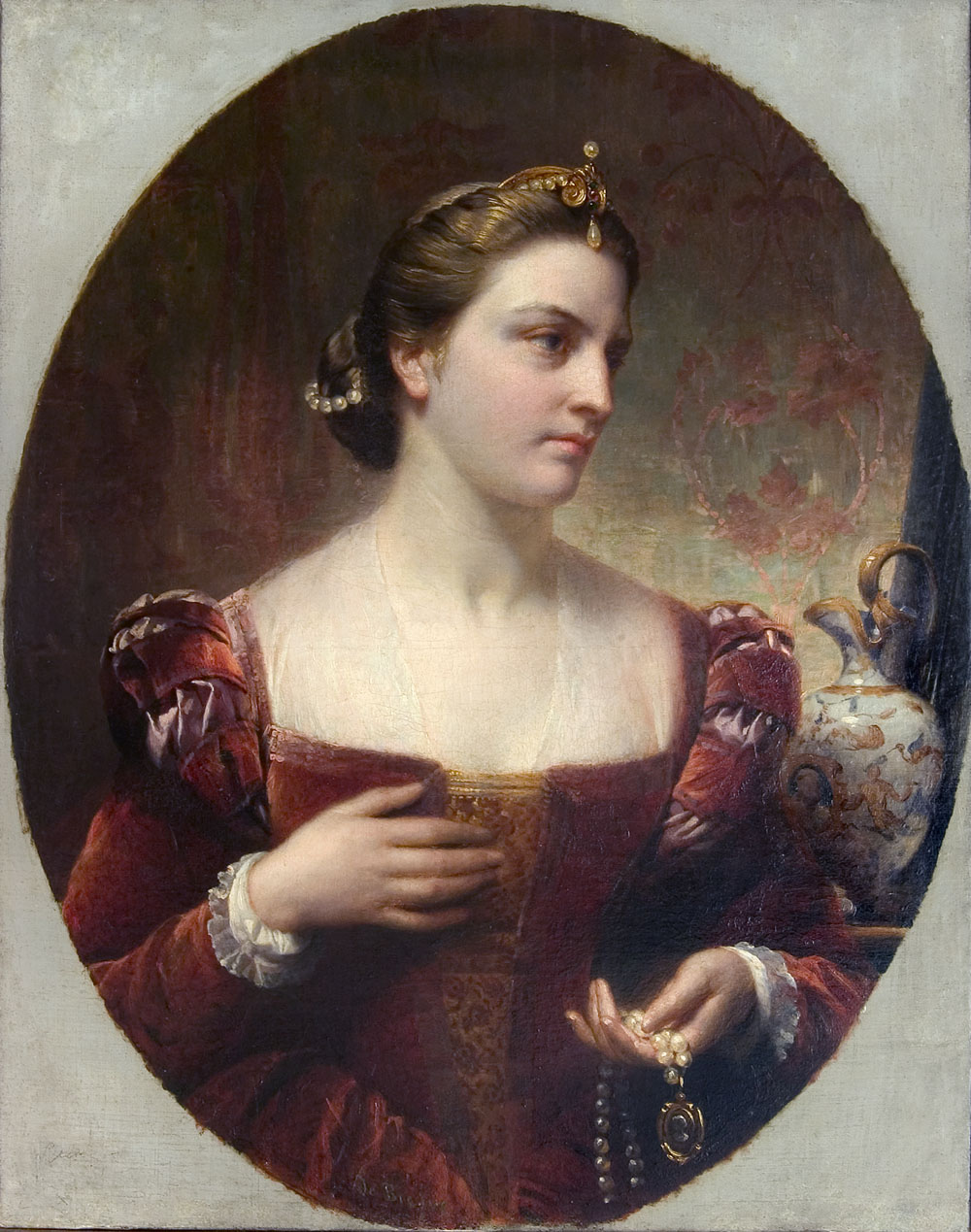
Alexandra van Denemarken